# Nahme-Zahl
Die Nahme-Zahl (Na) (auch Nahme-Griffith-Zahl) ist eine dimensionslose Kennzahl aus dem Gebiet der Rheologie.
Mit der Nahme-Zahl wird das Verhältnis von viskoser Erwärmung einer Probe zu temperaturabhängiger Viskositätsänderung des Materials beschrieben.
Ist das Ergebnis der {\displaystyle Na>1}, so besteht ein relevanter Einfluss der Temperatureffekte.